# Johan Zuidema
Johan Zuidema (* 21. September 1948 in Zwaagwesteinde) ist ein ehemaliger niederländischer Fußballspieler.
Zuidema wechselte zur Saison 1971/72 von seinem friesischen Heimatverein zum Erstdivisionär SC Cambuur. Gleich in seiner zweiten Profisaison wurde er 1973 mit 25 Toren Torschützenkönig der Ersten Division. Noch im gleichen Jahr wechselte er zum FC Twente in die Ehrendivision. Mit der Vizemeisterschaft in der Saison 1973/74 qualifizierte sich der Verein für den UEFA-Pokal. Dort trug Zuidema mit neun Toren, darunter dem entscheidenden Tor beim 1:0-Auswärtssieg im Halbfinale gegen Juventus Turin, maßgeblich zum Erreichen der Finalspiele bei, in denen der FC Twente aber dann dem deutschen Verein Borussia Mönchengladbach unterlag. Bei Twente gelang ihm auch kurzzeitig der Sprung in die niederländische Nationalmannschaft, für die er im Frühjahr 1975 zwei Spiele bestritt. 
Zur Saison 1975/76 wechselte Zuidema zum ambitionierten Ehrendivision-Aufsteiger NEC Nimwegen. Dort konnte er den hohen Erwartungen, die an ihn herangetragen wurden, nicht gerecht werden. Streitigkeiten mit seinem Teamkollegen Jan Peters überschatteten seine sportlichen Leistungen. Am Ende standen magere drei Tore und ein siebter Platz zu Buche.
Nach nur einem Jahr verließ Zuidema Nimwegen und ging zu Ajax Amsterdam. Dort wurde er verstärkt in der zentralen Abwehr eingesetzt. Nach drei mageren Jahren gelang Ajax mit Zuidema in der Stammelf 1977 wieder der Gewinn der niederländischen Meisterschaft. In der Saison 1977/78 kam er als Nachfolger von Wim Suurbier im rechten hinteren Mittelfeld zum Einsatz und rückte auf dieser Position im Vorfeld der Weltmeisterschaft 1978 sogar wieder in den Kandidatenkreis der Nationalmannschaft.
Während die Niederlande in Argentinien dann ohne ihn bis in das WM-Finale vordrangen, verletzte sich Zuidema bei einem Benefizspiel in Drachten so schwer am Knie, dass er seine Fußballkarriere vorzeitig beenden musste.
Zuidema kehrte zurück in seine friesische Heimat. Dort arbeitet heute als Direktor einer Filiale der Friesland Bank in Buitenpost.